# 卡爾達斯 (博亞卡省)

卡爾達斯（西班牙語：Caldas），是哥倫比亞的城鎮，位於該國東北部博亞卡省，面積111平方公里，海拔高度2,680米，始建於1837年，2005年人口4,050，人口密度每平方公里53.05人。
5°33′27″N 73°52′07″W / 5.5575°N 73.8686°W